# Cantabile
Il cantabile nella cosiddetta solita forma è la prima parte dell'aria in una Scena ed aria dell'opera dell'Ottocento. È preceduto da un recitativo accompagnato (detto "scena") e seguito dal tempo di mezzo. La seconda parte dell'aria, che conclude la Scena ed aria, è la cabaletta ed è - generalmente - in tempo più rapido rispetto al cantabile.
Con lo schema compositivo che Rossini aveva contribuito ad affermare, l'aria era divisa in due parti, di cui il cantabile (oppure l'adagio), rappresentava la prima, seguito da una cabaletta che ripeteva la melodia due volte . Il cantabile poteva essere preceduto per l'appunto da un recitativo non rimato, la cosiddetta scena, con accompagnamento d'orchestra .